# Emanoil Porumbaru
Emanoil Mihăescu Porumbaru (n. 1845, București – d. 11 octombrie 1921, București) a fost un politician și ministru de externe român. Membru de vază al Partidului Național Liberal, a deținut oficiul de președinte al Senatului României. Pe linie maternă, a fost bunicul istoricului și eroului național Vlad Georgescu. 
La București există strada Emanoil Porumbaru.